# Blok Dobryszyce
Blok Dobryszyce – wieś w Polsce położona w województwie łódzkim, w powiecie radomszczańskim, w gminie Dobryszyce.
W latach 1975–1998 miejscowość administracyjnie należała do województwa piotrkowskiego. Obecnie Blok Dobryszyce jest najbardziej uprzemysłowioną miejscowością w gminie i jedną z najbardziej uprzemysłowionych miejscowości w regionie. W ciągu kilkunastu lat powstały tu duże fabryki m.in. Dobropasz, BioAgro i firmy np. Bomi, Nowbud, Blokbud, oraz kilkanaście mniejszych firm.
4 stycznia 2025 wybuchł pożar hali produkcyjnej tutejszej fabryki mebli. Pożar rozpoczął się od przegrzania i zapłonu oleju w kompresorze. Obecnym na miejscu pracownikom nie udało się go opanować za pomocą gaśnic. Następnie pożar rozprzestrzenił się na halę o pow. ok. 1200 m², głównie na trudno dostępne miejsca między poddaszem a dachem. Nikt nie ucierpiał, ale straty szacowane są na ponad 10 mln PLN.